# Belegering van Al-Koet
De Belegering van Al-Koet (7 december 1915 – 29 april 1916) is de benaming voor de belegering van de in het huidige Irak gelegen stad Al-Koet door het Ottomaanse leger tijdens de Eerste Wereldoorlog. In de stad was een 8.000 man sterk Brits garnizoen gelegerd. Nadat de Ottomaanse strijdkrachten dit garnizoen op 29 april tot overgave hadden gedwongen, werden de overlevers van de belegering gedwongen richting een gevangenenkamp in Aleppo te marcheren. Velen overleefden dit niet. Tien maanden later werd de stad door het Brits-Indische leger heroverd op de Ottomanen.